# Les Yeux de la découverte (collection)
 (signalé en août 2025).
Si vous disposez d'ouvrages ou d'articles de référence ou si vous connaissez des sites web de qualité traitant du thème abordé ici, merci de compléter l'article en donnant les références utiles à sa vérifiabilité et en les liant à la section « Notes et références ».
- Archive Wikiwix
- Bing
- Cairn
- DuckDuckGo
- E. Universalis
- Gallica
- Google
- G. Books
- G. News
- G. Scholar
- Persée
- Qwant
- (zh) Baidu
- (ru) Yandex
- (wd) trouver des œuvres sur Wikidata

Pour les articles homonymes, voir Les Yeux de la découverte.
Les Yeux de la découverte est une collection de livres jeunesse documentaires des éditions Gallimard Jeunesse lancée en 1988. Le site de Gallimard Jeunesse indique que Dorling Kindersleya contribué avec l’éditeur pour concevoir la collection.

## Description
À côté des 104 ouvrages[Quand ?] de la collection principale traitant de sujets divers (corsaires, danse, guerre, armes, magie, etc.) se trouvent les collections Les Yeux de la découverte compact (six ouvrages) et Les Encyclopédi@ (quatre ouvrages).
Ces ouvrages sont liés à des sites Web[évasif] par un système de mots clés pour le téléchargement de contenu multimédia tels images, animations ou enregistrements sonores.